# 埃利斯維爾 (佛羅里達州)
埃利斯維爾（英語：Ellisville）是位於美國佛羅里達州哥倫比亞縣的一個非建制地區。該地的面積和人口皆未知。

## 地理
埃利斯維爾的座標為29°59′40″N 82°30′27″W / 29.99444°N 82.50750°W，而該地的平均海拔高度為23米（即75英尺）。